# 澳大利亚土著
澳大利亚土著（英語：Aboriginal Australians）是指澳大利亚大陆及其众多岛屿的各个原住民族群，不包括与之民族特性不同的托雷斯海峡岛民。
人类至少在6.5万年前首次迁徙至澳大利亚，并逐渐形成多达500个基于语言的群体。在过去，土著生活在大陆架的广大区域。大约在11700年前的全新世间冰期开始时，由于海平面上升，部分土著被隔绝在较小的离岸岛屿以及塔斯马尼亚岛上。尽管如此，土著在大陆内部保持了广泛的联系，某些群体还与托雷斯海峡岛民及现在印度尼西亚的望加锡人保持联系。
数千年来，土著发展出了复杂的贸易网络、跨文化关系、法律和宗教，这些文化可能是世界上最古老、持续时间最长的文化之一。在欧洲殖民澳大利亚时，土著社会具有复杂的文化体系，包含超过250种语言，并在技术与聚落发展上存在不同程度的差异。每种语言（或方言）及其关联的群体都与特定的土地（称为“家园”）相连，这些土地对他们有深刻的精神意义。
当代土著信仰因地区与个体而异，具有复杂性。这些信仰受传统文化、殖民破坏、欧洲带来的宗教以及当代问题的共同影响。传统的文化信仰通过舞蹈、故事、歌路和艺术世代相传，这些元素共同构建了被称为“梦时”的现代日常生活与古老创世观。
对土著群体遗传构成的研究仍在进行，但已有证据表明，他们遗传自古代亚洲人种，而非现代人群。他们与巴布亚人有一些相似之处，但长期与东南亚隔绝。他们拥有复杂而广泛共享的遗传历史，但直到最近200年才被外界定义为一个整体，并开始自我认同为单一群体。土著身份随时间和地域而变化，家族血统、自我认同及社区接受的权重也各不相同。
根据2021年人口普查数据，澳大利亚土著及托雷斯海峡岛民占澳大利亚总人口的3.8%。大多数土著如今讲英语并生活在城市中。一些人会在澳大利亚土著英语中使用土著的短语和词汇，这种英语的语音和语法结构受到土著语言的显著影响。许多但并非所有土著仍讲其氏族和民族的传统语言。与澳大利亚更广泛的社区相比，土著和托雷斯海峡岛民在人均健康和经济条件方面存在显著差距。